# Burgundia
Burgundia (franciául Bourgogne, burgundiul Borgoègne) Franciaország történelmi régióinak egyike. Korábban a Német-római Birodalom része volt. Területe az időben is változott, nevét a germán burgundokról kapta. A történelem során a mai Bourgogne régiónál sokkal nagyobb területet fedett a Burgundia név. Idetartozott többek között a mai francia Franche-Comté, Provence, Savoya és Elzász is.

## Története

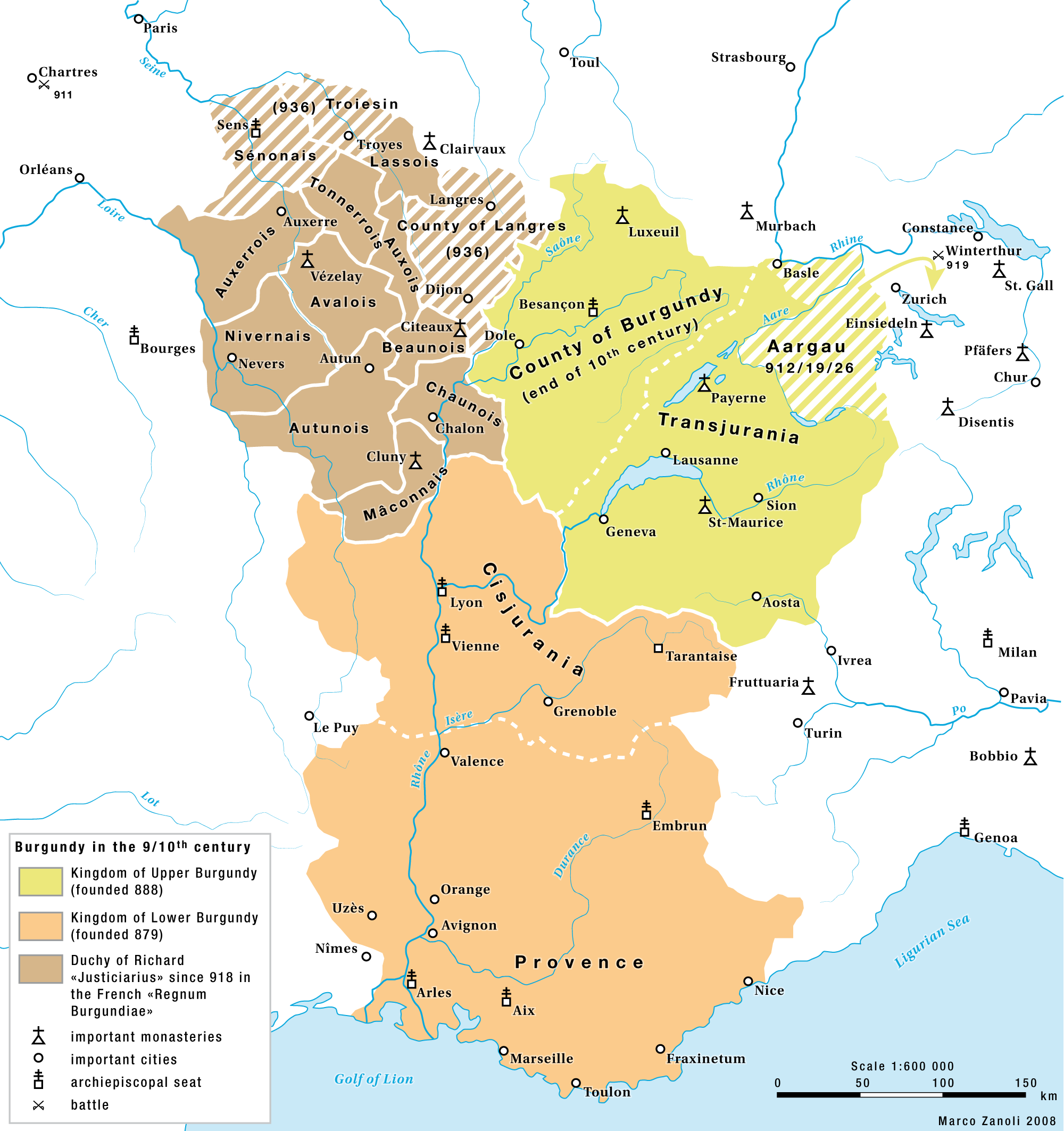
Alsó- és Felső-Burgundia

### A Frank Birodalom utódállamai
Jámbor Lajos az egységes Frank Birodalom utolsó királyának és császárának fiai 843-ban a verduni szerződésben felosztották egymás között a birodalmat, így három királyságot hozva létre. A középső részt (Itália valamint nagyjából a Rajna, Rhône és a Maas közötti területet és Frízföldet valamint a királyi cím mellé a császárit a legidősebb fiú, Lothár örökölte.
A Középső Frank Királyságnak a ribemont-i szerződéssel 880-ban történő felosztása során a nagyjából Baseltől északra eső rész Lotaringia néven a Keleti Frank Királysághoz került, a déli részből Itália önálló Itáliai Királysággá, a többi ma Franciaországhoz és Svájchoz tartozó terület pedig Burgundiai Királyság-gá vált.
A Burgundiai Királyság hamarosan kettévált felső-burgundiai és alsó-burgundiai királyságokká, majd 933-ban újra egyesültek Areláti Királyság néven.

### A Burgundi Hercegség
A Burgundi hercegség a százéves háborút követően független lett Franciaországtól. Szerzett területeket a Német-római Birodalomtól is. Előnye az volt, hogy rendkívül nagy jövedelmű területek is hozzá tartoztak (Németalföld, a mai Belgium és Hollandia), hátránya viszont az, hogy területe szétszabdalt volt. Állandó hadsereget kellett felállítania és rendkívül sebezhető volt. A 15. század második felében XI. Lajos francia király fel akarta számolni, ezért Merész Károly burgund uralkodó létrehozta az elégedetlen koronahercegek koalícióját. Merész Károly a királyi címet is meg akarta szerezni, ezért III. Frigyes német-római császárhoz fordult. Nem volt fia, csak egyetlen leánya, Burgundi Mária, őt Frigyes fiához, Miksa főherceghez adta feleségül. A Burgundi Hercegség Merész Károly halála után XI. Lajos királynak jutott, ám az értékesebb rész, Németalföld Merész Károly lányának, Máriának hozományaként a Habsburgokhoz került, ezzel is gyarapítva a Habsburg Birodalmat.